# Schreineria taiwana
Schreineria taiwana är en stekelart som beskrevs av Gupta 1983. Schreineria taiwana ingår i släktet Schreineria och familjen brokparasitsteklar. Inga underarter finns listade i Catalogue of Life.